# Tephrina hypotaenia
Tephrina hypotaenia là một loài bướm đêm trong họ Geometridae.